# سوارکاران (فیلم ۱۹۷۱)
سوارکاران فیلمی محصول ۱۹۷۱ با بازی عمر شریف، به کارگردانی جان فرانکن‌هایمر و فیلمنامه دالتون ترامبو بر اساس کتاب نویسنده فرانسوی به نام ژوزف کسل است. فیلم روایتگر افغانستان و مردمش قبل از جنگ ویرانگر و به ویژه علاقه‌شان به ورزش بزکشی است.
جک پالانس نقش یک بازیکن بازنشسته مشهور را بازی می کند که از فرزندش اوراز (عمر شریف) نا امید شده است. فیلم در افغانستان و اسپانیا فیلمبرداری شده است.